# Международный арбитражный суд
Международный арбитражный суд при Международной торговой палате (фр. La Cour internationale d'arbitrage de la Chambre de commerce internationale) — независимый судебный орган, созданный для разрешения международных коммерческих споров при Международной торговой палате. Штаб-квартира находится в Париже (Франция). В состав суда входят более 100 членов из около 90 стран.

## Структура
Как отдельный институт международный арбитражный суд включает в себя:
1. Президента международного арбитражного суда;
2. Вице-президентов международного арбитражного суда;
3. Арбитров международного арбитражного суда;
4. Генерального секретаря Международного арбитражного суда;
5. Секретариат международного арбитражного суда.

## Регламент
Регламент Международного арбитражного суда состоит из 41 статьи и 5 приложений к нему. В частности он регулирует: направление просьбы об арбитраже, иска и отзыва на иск, множественность сторон и контрактов, состав арбитража, порядок назначения и утверждения арбитров их отвод и замену, язык арбитражного разбирательства, порядок и случаи назначения чрезвычайного арбитра, ограничение времени для принятие решения и финансовую сторону разбирательства.
Согласно п.2 ст.1 Регламента Международного арбитражного суда, сам МАС не рассматривает арбитражные дела и не выносит решения по ним. Он занимается администрированием проведения арбитражных разбирательств в соответствии с правилами международного арбитража Международной торговой палаты (the Rules of Arbitration of the ICC), а также утверждает решения, вынесенные в ходе этих арбитражных разбирательств.

## Предпосылки
Суд был основан в 1923 году под руководством первого президента МТП Этьена Климантеля, бывшего министра финансов Франции.

## Арбитражные разбирательства
Арбитражные разбирательства носят строго конфиденциальный характер и решения по ним не всегда становятся известными широкой публике. Однако по наиболее громким делам, как правило, суть решений становится известной из заявлений адвокатов, участвовавших в процессе, пресс-релизов самих компаний-участниц, в ходе параллельного рассмотрения аналогичного иска в судах общей юрисдикции и т.п.